# Bofarnel
Bofarnel – osada w Anglii, w Kornwalii. Leży 72 km na północny wschód od miasta Penzance i 340 km na zachód od Londynu.